# Alpii Kitzbühel
Informații suplimentare: Kitzbühel
Alpii Kitzbühel fac parte din Alpii Orientali Centrali, fiind situați la granița landurilor Tirol și Salzburg din Austria. Vârful cel mai înalt al masivului este Kreuzjoch (2.558 m). Alpii Kitzbühel au forme variate de relief, fiind o regiune excelentă pentru schi și drumeție.

## Munți învecinați
- Kaisergebirge (în Nord)
- Loferer Steinberge (în Nord-Est)
- Leoganger Steinberge (în Nord-Est)
- Salzburger Schieferalpen (în Est)
- Glocknergruppe (în Sud-Est)
- Granatspitzgruppe (în Sud)
- Venedigergruppe (în Sud)
- Zillertaler Alpen (în Sud-Vest)
- Tuxer Alpen (în Vest)
- Rofangebirge (în Nord-Vest)

## Așezare
Alpii Kitzbühel sunt situați între regiunea  Zillertal la vest și lacul Zeller See (Salzburg) aflat în nordul masivului. La sud munții se mărginesc cu pasul Gerlospass și valea Salzach care îi desparte de grupa Munților Veneției (Venedigergruppe), limita masivului urmează cursul râului Salzach se continuă în nord spre lacul Zeller See și bazinul „Saalfeldener Becken” până la pasul „Grießenpass” (975 m) de unde se continuă valea Pillerseetal, valea Leukental până la valea Innului la localitățile Wörgl, Kufstein și Jenbach.

## Imagini

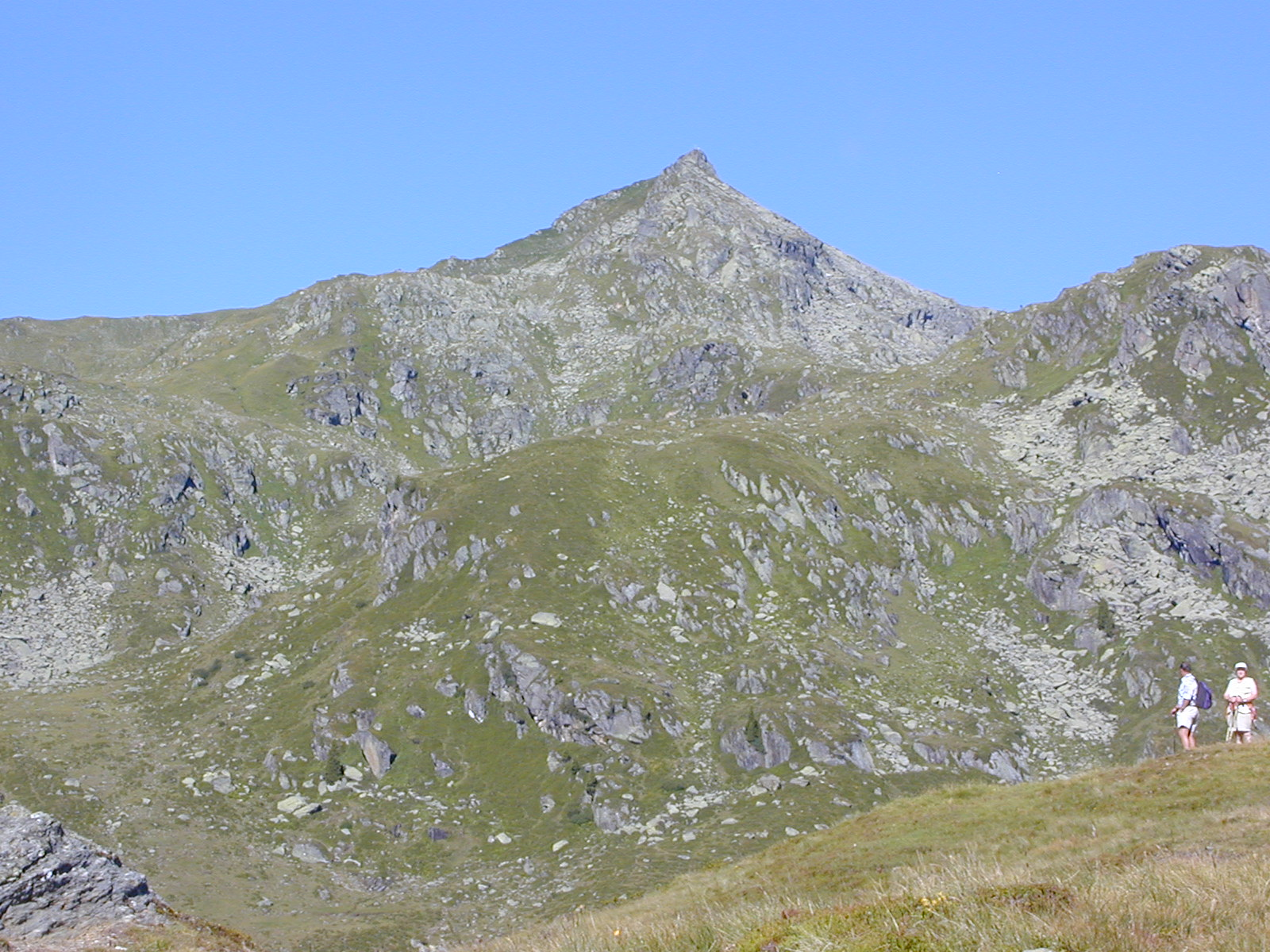
Salzachgeier, altitudinea de 2469 m deasupra n.m.
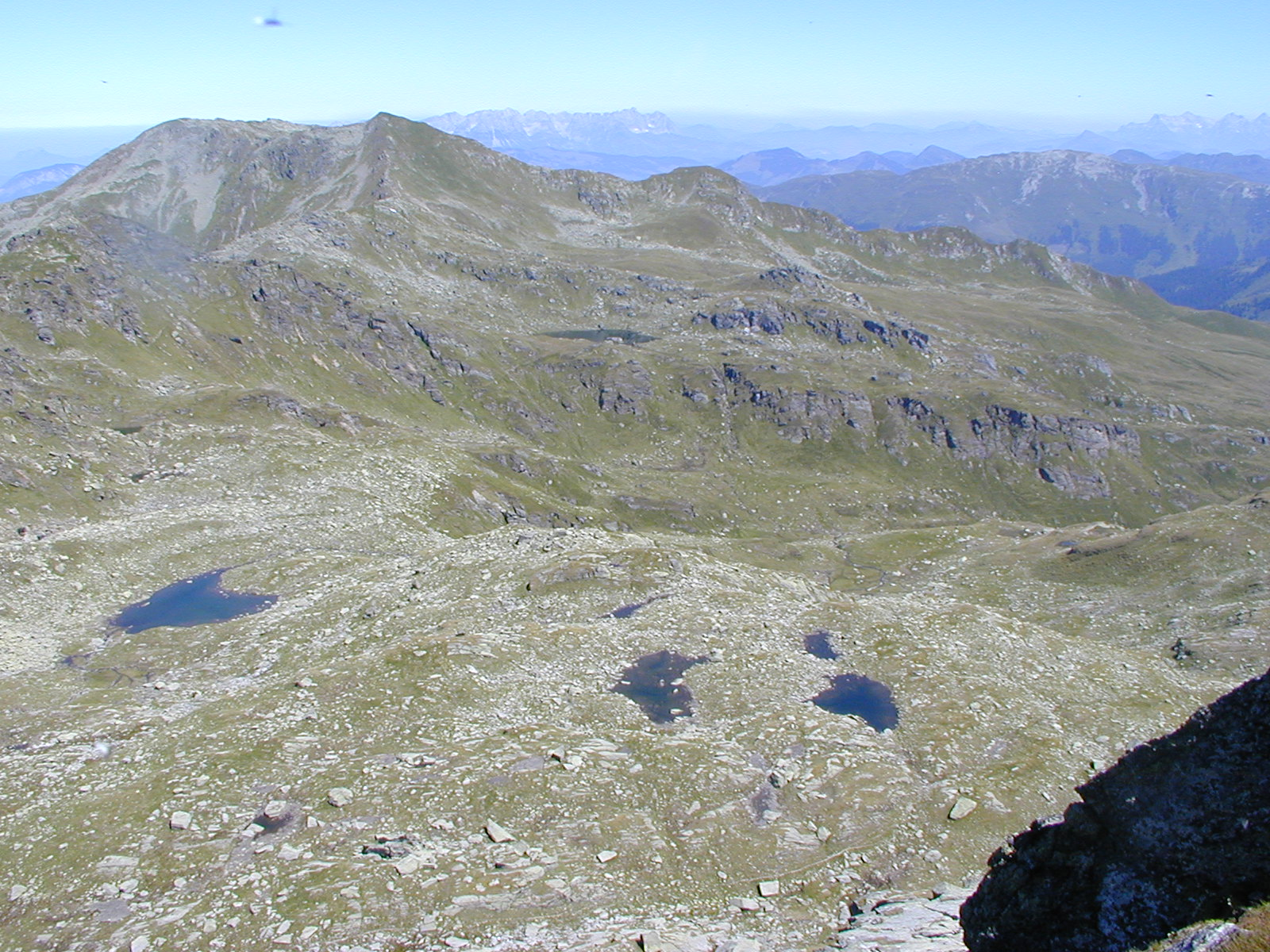
Vedere de pe Salzachgeier peste Alpii Kelchsauer
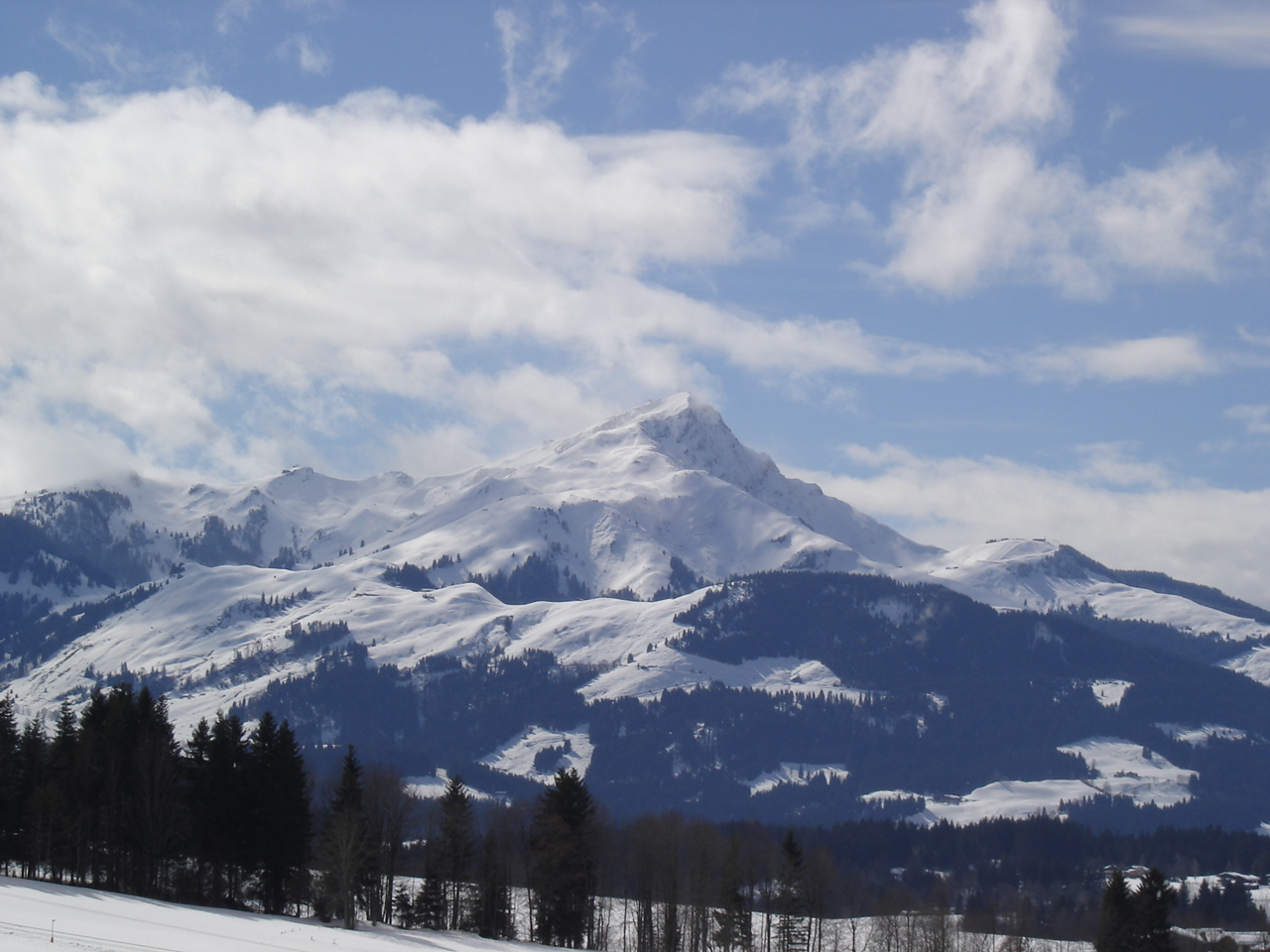
Kitzbüheler Horn
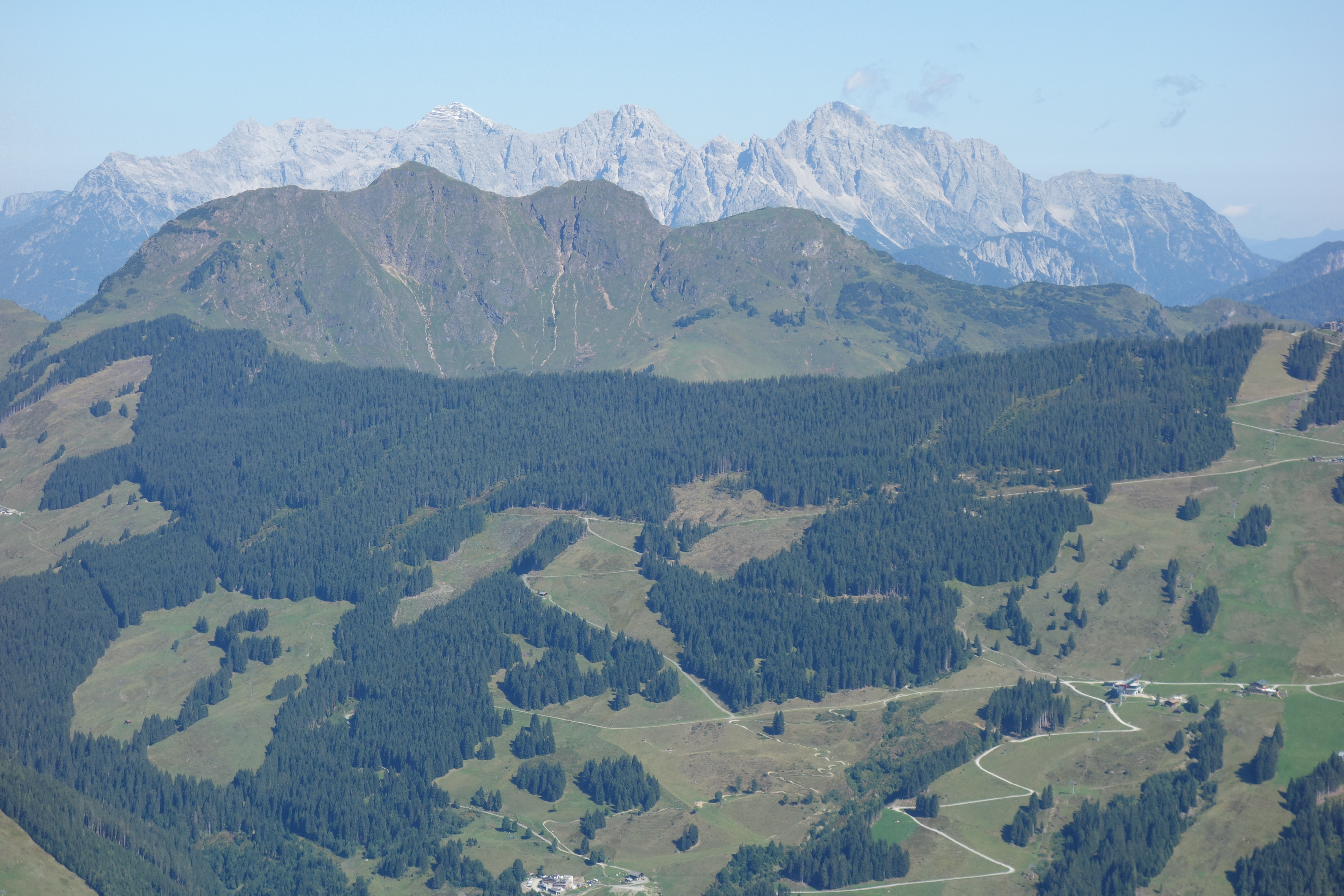
Spielberghorn din sud